# 469
Період падіння Західної Римської імперії. У Східній Римській імперії триває правління Лева I Макелли. У Західній формально править Прокопій Антемій, але влада належить військовому магістру Ріцімеру. Значна частина території окупована варварами, зокрема в Іберії утворилося Вестготське королівство, а Північну Африку захопили вандали, утворивши Африканське королівство, у Тисо-Дунайській низовині утворилося Королівство гепідів.
У Південному Китаї правління династії Лю Сун. В Індії правління імперії Гуптів. У Японії триває період Ямато. У Персії править династія Сасанідів.
На території лісостепової України Черняхівська культура. Історики VI століття згадують плем'я антів, що мешкало на території сучасної України приблизно з IV сторіччя. У Північному Причорномор'ї центр володінь гунів, що підкорили собі інші кочові племена, зокрема сарматів та аланів.

## Події
- 15-річний Теодоріх, син вождя остготів, повернувся додому після довгого життя в Константинополі як заручника.
- Вандали вчинили напад на Епір.
- Король Вестготського королівства Ейріх оголосив незалежність від Риму й відвоював Памплону, Сарагосу й Меріду.
- Коаліція германських племен проти остготів зазнала поразки. Загинув вождь ругіїв Едіка. Його син Одоакр утік в Італію.
- Ватикан уклав пакт із вождем салічних франків Хільдеріком I, погодившись називати його новим Костянтином за умови прийняття християнства.